# Langlaufen op de Olympische Winterspelen 2022 - Estafette vrouwen
De 4 x 5 kilometer estafette voor vrouwen tijdens de Olympische Winterspelen 2022 vond plaats op 12 februari 2022 in het National Cross-Country Centre in Zhangjiakou. Regerend olympisch kampioen was Noorwegen (Marit Bjørgen, Ragnhild Haga, Astrid Jacobsen en Ingvild Flugstad Østberg).

## Tijdschema
| Datum              | Lokale tijd | MET   |
| ------------------ | ----------- | ----- |
| zondag 12 februari | 15:30       | 08:30 |

## Uitslag
| Rang   | Bib | Land                                                                                 | Tijd                                      | Achterstand |
| ------ | --- | ------------------------------------------------------------------------------------ | ----------------------------------------- | ----------- |
| Goud   | 2   | Russische ploeg Joelia Stoepak Natalja Neprjajeva Tatjana Sorina Veronika Stepanova  | 53:41,0 14:21,3 14:06,4 12:39,2 12:34,1   | –           |
| Zilver | 5   | Duitsland Katherine Sauerbrey Katharina Hennig Victoria Carl Sofie Krehl             | 53:59,2 14:22,8 14:00,6 12:38,5 12:57,3   | +18,2       |
| Brons  | 6   | Zweden Maja Dahlqvist Ebba Andersson Frida Karlsson Jonna Sundling                   | 54:01,7 14:41,1 14:07,3 12:48,5 12:24,8   | +20,7       |
| 4      | 3   | Finland Anne Kyllönen Johanna Matintalo Kerttu Niskanen Krista Pärmäkoski            | 54:02,2 14:33,9 14:15,0 12:31,1 12:42,2   | +21,2       |
| 5      | 1   | Noorwegen Tiril Udnes Weng Therese Johaug Helene Marie Fossesholm Ragnhild Haga      | 54:09,8 14:48,4 13:57,8 12:30,4 12:53,2   | +28,8       |
| 6      | 4   | Verenigde Staten Hailey Swirbul Rosie Brennan Novie McCabe Jessie Diggins            | 55:09,2 14:46,0 14:13,8 12:59,7 13:09,7   | +1:28,2     |
| 7      | 7   | Zwitserland Laurien van der Graaff Nadine Fähndrich Nadja Kälin Alina Meier          | 56:41,5 14:45,2 14:12,9 13:38,5 14:04,9   | +3:00,5     |
| 8      | 18  | Italië Anna Comarella Caterina Ganz Martina Di Centa Lucia Scardoni                  | 57:20,5 15:28,1 15:11,4 13:17,9 13:23,1   | +3:39,5     |
| 9      | 9   | Canada Katherine Stewart-Jones Dahria Beatty Cendrine Browne Olivia Bouffard-Nesbitt | 57:20,9 15:04,5 15:01,6 13:17,0 13:57,8   | +3:39,9     |
| 10     | 16  | China Chi Chunxue Li Xin Jialin Bayani Ma Qinghua                                    | 57:49,7 15:02,9 15:15,9 13:39,5 13:51,4   | +4:08,7     |
| 11     | 10  | Japan Masako Ishida Masae Tsuchiya Chika Kobayashi Miki Kodama                       | 58:40,6 14:33,6 15:53,9 13:59,8 14:13,3   | +4:59,6     |
| 12     | 17  | Frankrijk Léna Quintin Delphine Claudel Flora Dolci Mélissa Gal                      | 59:03,9 16:06,6 15:23,8 13:23,6 14:09,9   | +5:22,9     |
| 13     | 8   | Tsjechië Tereza Beranová Petra Nováková Kateřina Janatová Petra Hynčicová            | 59:32,6 17:08,7 15:27,8 13:14,6 13:41,5   | +5:51,6     |
| 14     | 12  | Polen Izabela Marcisz Monika Skinder Weronika Kaleta Karolina Kukuczka               | 1:00:21,5 15:24,8 16:01,4 14:24,8 14:30,5 | +6:40,5     |
| 15     | 11  | Kazachstan Ksenia Sjalygina Angelina Sjoeryga Nadezjda Stepasjkina Irina Bykova      | 1:01:15,4 15:51,3 16:00,4 14:12,0 15:11,7 | +7:34,4     |
| 16     | 14  | Estland Kaidy Kaasiku Mariel Merlii Pulles Keidy Kaasiku Aveli Uustalu               | 1:01:18,9 15:45,5 15:38,9 14:02,2 15:52,3 | +7:37,9     |
| 17     | 15  | Letland Patricija Eiduka Kitija Auzina Baiba Bendika Samanta Krampe                  | 1:01:20,6 15:20,8 16:11,0 13:11,8 16:37,0 | +7:39,6     |
| 18     | 13  | Oekraïne Viktoria Olech Valentyna Kaminska Maryna Antsybor Darja Roeblova            | LAP 17:55,5                               | +8:39,6     |